# 夜明けまえ (CHARAのアルバム)
『夜明けまえ』（よあけまえ）は、2003年3月19日にEpic Recordsから発売されたCHARAの8作目のオリジナル・アルバム。規格品番：ESCL-2394。

## 内容
前作『マドリガル』から1年8か月ぶりの新作は、キャリア初となるほぼ全曲の作詞・作曲をCHARAが行った。
1991年から所属したEpic Recordsでの最後のオリジナル・アルバムとなった。
「初恋」のカップリング曲「心の水」（作曲:石川具幸・CHARA、編曲:渡辺善太郎）、「ボクのスター」（作曲:CHARA、編曲:渡辺善太郎）は未収録。

## 収録曲
- 全作詞・作曲・編曲：CHARA／12のみ 作曲：CHARA/山崎透
- 共同編曲: 1・4・7・9・10 ホッピー神山 / 2・3・5・6・11・12 清水ひろたか

1. Beautiful Day
2. みえるわ
3. スウィーティー
4. 初恋
5. 神秘の家
6. うつくしい街
7. ハートの火をつけて
8. ハロー
編曲:SABOTEN
9. オーシャン
10. 心にこない
11. Beautiful Scarlet
12. I wanna freely love you